# أندي مايرز
أندي مايرز (بالإنجليزية: Andy Myers)‏ (3 نوفمبر 1973 في المملكة المتحدة - ) هو لاعب كرة قدم بريطاني في مركز قلب الدفاع. شارك مع منتخب إنجلترا تحت 19 سنة لكرة القدم ومنتخب إنجلترا تحت 21 سنة لكرة القدم. أما مع النوادي، فقد لعب مع برادفورد سيتي وتشيلسي وكولتشستر يونايتد ونادي برينتفورد ونادي بورتسموث.

## وصلات خارجية
- أندي مايرز على موقع الاتحاد الدولي (مؤرشف)  (الإنجليزية)
- أندي مايرز على موقع قاعدة بيانات كرة القدم.إي يو (الإنجليزية)
- أندي مايرز على موقع Soccerbase.com (لاعب) (الإنجليزية)
- أندي مايرز على موقع عالم كرة القدم.نت (الإنجليزية)